# Reudnitz
Reudnitz est un quartier situé à l'est de la ville saxonne de Leipzig à environ deux kilomètres du centre-ville.
L'endroit le plus connu de nos jours est probablement l'ancienne brasserie Riebeck, dénommé aujourd'hui Leipziger Brauhaus zu Reudnitz.

## Géographie
| Leipzig-Neustadt-Neuschönefeld | Leipzig-Volkmarsdorf  | Leipzig-Sellerhausen-Stünz              |
| District de Mitte (Leipzig)    | Reudnitz              | Leipzig-Anger-Crottendorf               |
| Leipzig-Südvorstadt            | Alte Messe de Leipzig | Leipzig-Stötteritz; Leipzig-Probstheida |

Reudnitz est un quartier à l'est de Leipzig. Depuis la division régionale communale en 1992, la plus grande partie de Reudnitz forme avec Thonberg le district de Reudnitz-Thonberg dans l'arrondissement municipal Sud-est (Stadtbezirk Südost). La partie nord avec l'ancien centre d'implantation a cependant été attribuée au district de Neustadt-Neuschönefeld dans l'arrondissement municipal Est.
L'ancienne commune de Reudnitz était une municipalité indépendante à l'est de Leipzig de 1838 à 1888. Il comprenait le quartier du même nom avec le vieux village de Reudnitz.

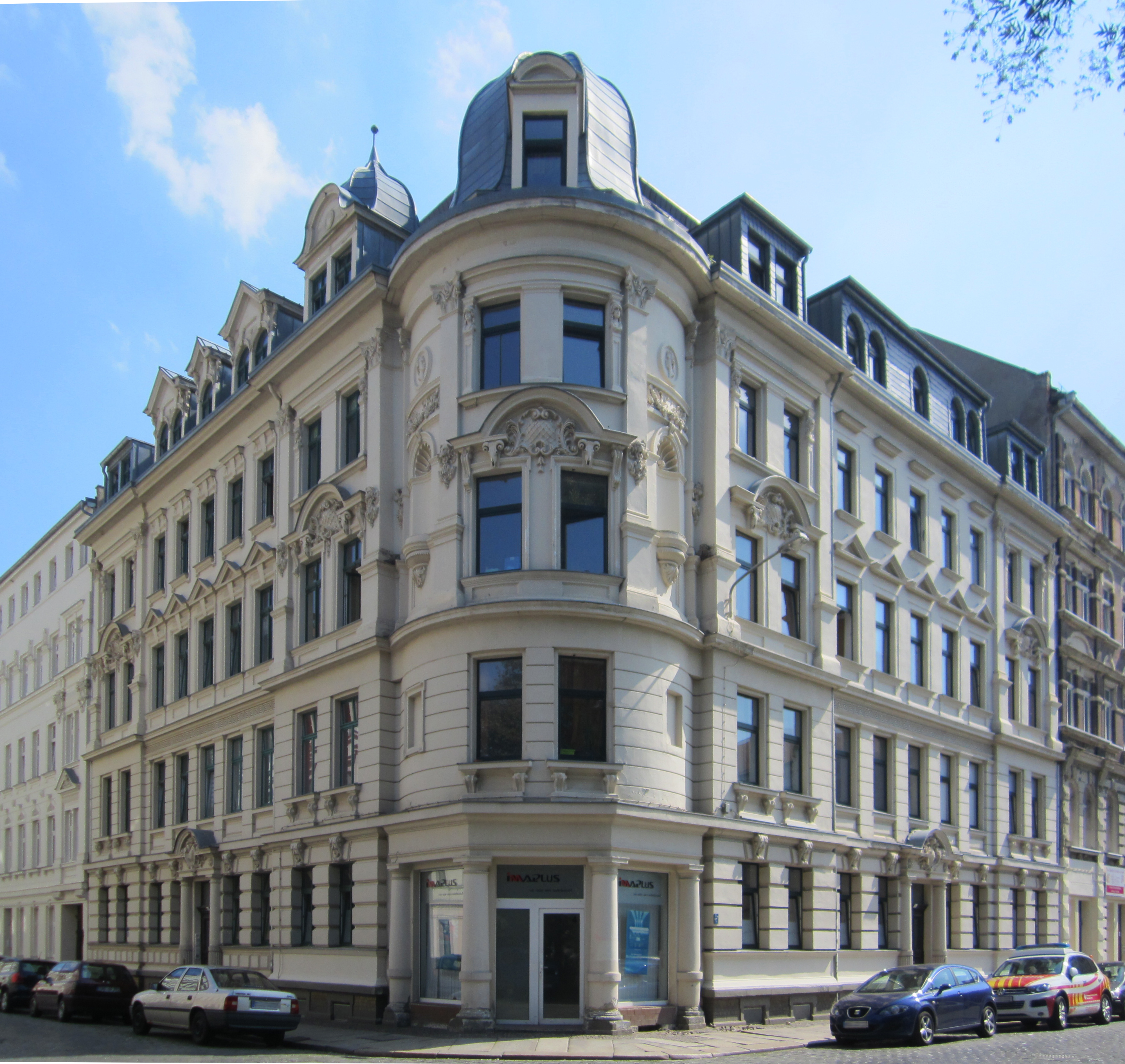
Immeuble résidentiel de style wilhelminien (2015)

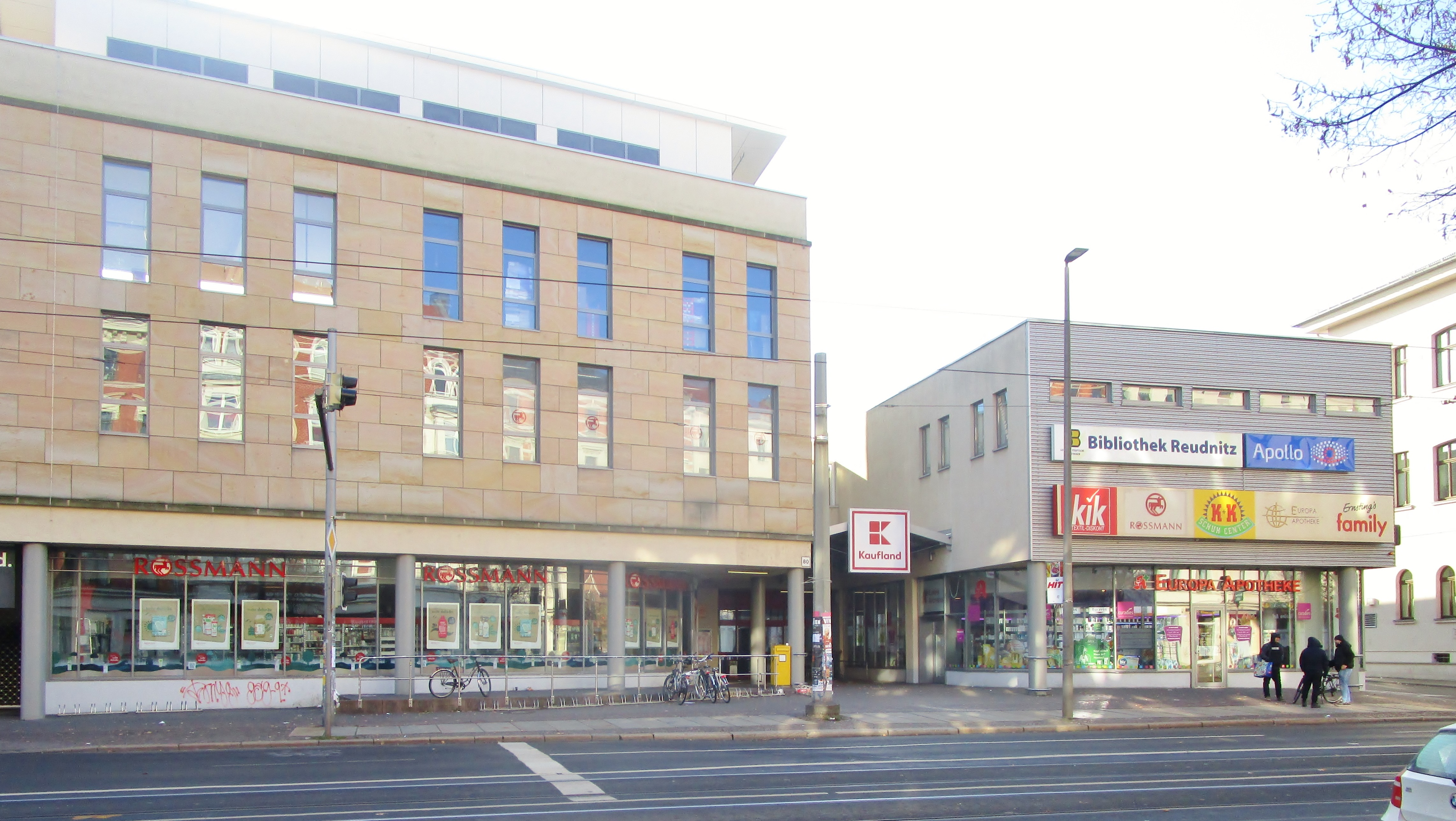
Centre du district de Reudnitz (2022)

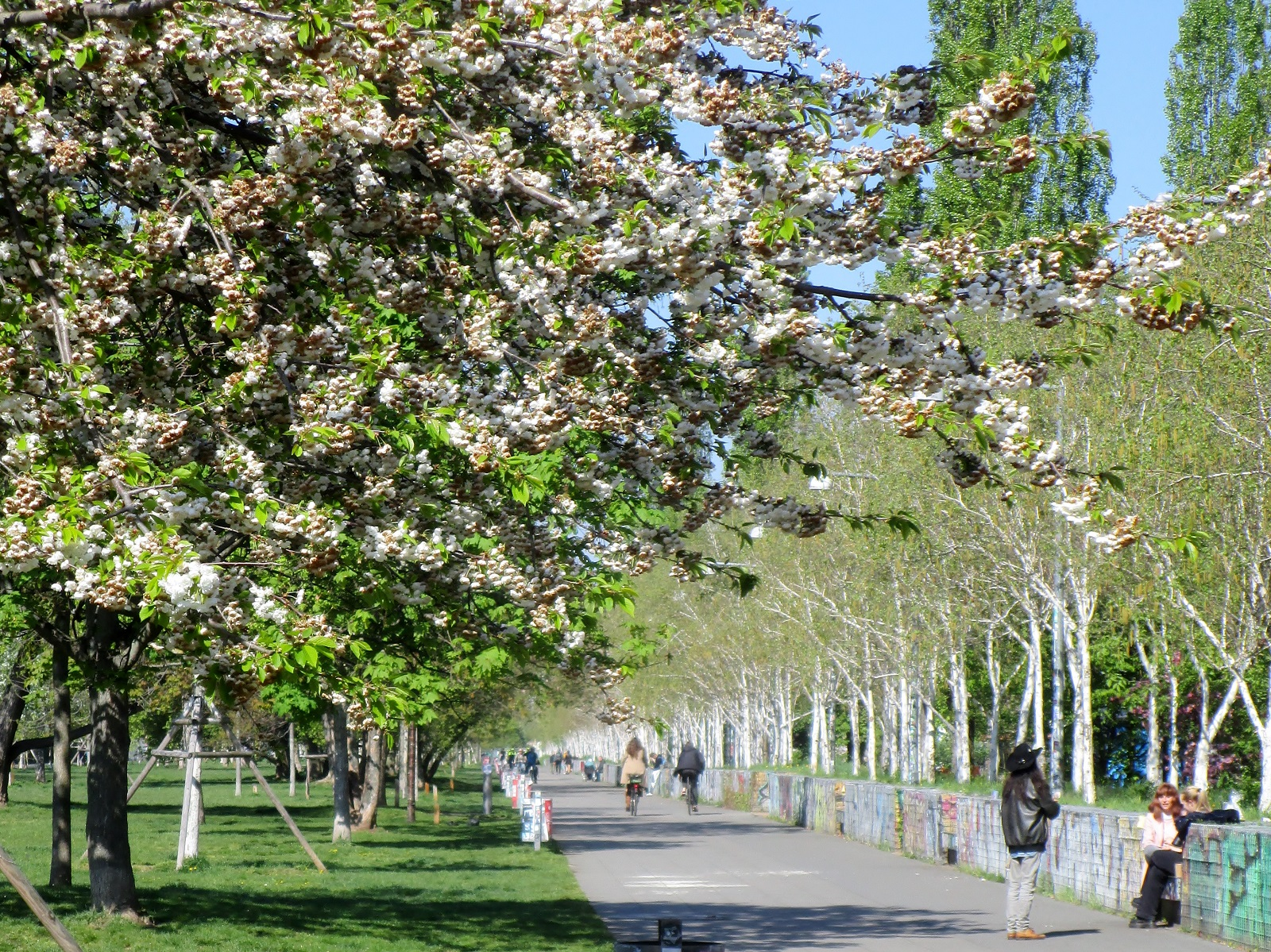
Parc Lene Voigt en Reudnitz (2025)

## Histoire

### En tant que village
Le village de Reudnitz a probablement été fondé par des colons slaves sur la rive ouest de la Rietzschke (orientale). Le centre du village d'origine de Reudnitz se trouvait dans le quartier actuel de la Kohlgartenstrasse. Il a été mentionné pour la première fois dans un document le 1er septembre 1248, alors margrave Henri III de Misnie (1216-1288) s'appropria de terrain et l'étang à poissons « Rudeniz » au monastère bénédictin de Saint-Georges à Leipzig. Le nom slave (reconstruit en *Rudnica) fait référence au minerai ("ruda" en slave), en particulier au minerai de fer des marais.
Sous le règne des margraves de Meissen et plus tard des rois saxons, Reudnitz est resté une petite colonie à l'extérieur des portes de Leipzig pendant la majeure partie de son histoire. En 1835, la population était de 621 habitants, ce qui est raisonnable.
À mesure que la richesse de la bourgeoisie de Leipzig augmentait, de magnifiques maisons de campagne furent construites à Reudnitz à la fin du XVIIIe siècle et au début du XIXe siècle. Avant la Bataille de Leipzig (1813), Napoléon Bonaparte habite dans la maison du banquier Vetter à Reudnitz.

### Aujourd'hui
Depuis 1992, Reudnitz forme avec Thonberg (de) le district de Reudnitz-Thonberg (de).

## Population
Le quartier Reudnitz-Thonberg comptait 23 293 inhabitants en 2022.

## Reudnitz dans un roman
Le premier roman de Clemens Meyer, Als wir träumten (Quand on rêvait, 2006), qui sera adapté au cinéma en 2015 par Andreas Dresen sous le titre Le Temps des rêves (Als wir träumten) se déroule en grande partie dans le quartier et décrive la vie d'un groupe d'adolescents à Leipzig après la réunification,.

## Personnalités nées à Reudnitz
- Carl Böhme (1842-1904), membre libéral du Reichstag et du Landtag
- Paul Friedrich Ernst Ehrlich (1849-1925), constructeur allemand d'automates de musique et piano
- Adolf Albrecht (1855-1930), homme politique allemand (SPD)
- Albrecht Penck (1858-1945), géographe et géologue allemand
- Paul Benndorf (1859-1926), professeur, écrivain et chercheur sépulcral
- Robert Wuttke (1859-1914), économiste et sociologue allemand
- Hugo Saupe (1883-1957), homme politique allemand (SPD) et membre du Reichstag
- Fritz Baumgarten (1883-1966), illustrateur de livres pour enfants
- Karl Hermann Jacob-Friesen (1886-1960), préhistorien allemand, archéologue et professeur d'université
- Georg Schumann (1886-1945), antifasciste, communiste et serrurier allemand
- Franz Ehrlich (1907-1984), architecte et designer allemand
- Hans Neumeister (1908-1996), prisonnier politique du camp de concentration de Buchenwald et responsable après 1945 du Mémorial national et mémorial Buchenwald (NMG)
- Kurt Dossin (1913-2004), joueur allemand de handball et champion olympique

## Personnalités liées à Reudnitz
- Friedrich Hofmeister (1782-1864), éditeur de musique
- Robert Wesselhöft (1796-1852), médecin
- Otto Heubner (1843-1926), pédiatre
- Heinrich Julius Mäser (1848-1918), imprimeur de livres et éditeur
- Carl Hugo Rödiger (1850-inconnu), membre du Reichstag (SAPD)
- Paul Zinck (1867-1941), professeur d'allemand et folkloriste
- Maria Grollmuß (1896-1944), journaliste, enseignante et antifasciste